# Andringitra leiomacrantha
Andringitra leiomacrantha är en malvaväxtart. Andringitra leiomacrantha ingår i släktet Andringitra och familjen malvaväxter.

## Underarter
Arten delas in i följande underarter:
- A. l. angustata
- A. l. leiomacrantha